# 2012-es észak-olasz földrengések
2012 májusában Észak-Olaszország Emilia-Romagna régiójában két nagyobb földrengés történt, amelyekben - a végső összesítés szerint - összesen 16-an haltak meg, 10-en tűntek el és 350-en sérültek meg. A mentésben, kárelhárításban 1200 tűzoltó (218 kivonuló egység), 34 kereső- és mentőalakulat, 6 keresőkutyás egység, 5 aládúcoló csapat (5-5 géppel), 5 mentőalakulat a fegyveres erőktől (6-6 egységgel), 3 autólétra, 3 autódaru és egy helikopter vett részt.
Az első, a Richter-skála szerinti 6,1-es erősségű rengés 2012. május 20-án hajnalban következett be. A rengésben leginkább érintett települések a Bologna-Ferrara-Modena-háromszögben voltak, a legtöbb kár Sant'Agostinóban keletkezett. A rengésben 6 ember halt meg, közülük négyen a hajnali műszakban dolgozó munkások voltak, két nő pedig - különböző helyszínen - a félelemtől halt szörnyet. Egy száz éven felüli nő is meghalt, miután egy vakolatdarab vidéki házáról leesve agyonütötte. A halálos áldozatok mérlege így hétre emelkedett. Főleg műemléképületekben keletkeztek nagy károk, de gyárak is megsérültek. A méltán világhíres Parmigiano Reggiano sajtraktáraiban, az érlelődő sajtokból közel félmillió (egyenként kb. 37 kilós korong) károsodott, a kár a 100 millió €-t is elérheti. A Pó-folyó túlsó partján készülő Grana Padano sajtból is megsérült vagy 200 ezer korong.
A második, a Richter-skála szerinti 5,8-es erősségű rengés 2012. május 29-én reggel Bolognától 40 kilométerre északra, Parmától 60 kilométerre keletkezett, 9,6 kilométer mélyen. A rengésben az első jelentések szerint 15-en haltak meg és kétszázan megsérültek.

## Intézkedések, kárfelmérés
Az első földmozgás fő rengését egész nap utórengések követték, ezek miatt több mint 3000 embert kellett evakuálni, felüket Modenából, de az otthonukat ténylegesen elhagyók száma ennél jóval magasabb. San Felice sul Panaro polgármestere arra kérte a helység 12000 lakosát, hogy ne térjenek vissza otthonukba a következő éjszakára.
Az érintett településeken elmaradtak a vasárnapi szentmisék, az iskolákat pedig hétfőn is zárva tartották. Ferrara börtönét is kiürítették, akárcsak Finale Emilia kórházát. Még a félév végén kezdődött kánikulában is 11380-an (ebből 8822-en sátrakban) ideiglenes szállásokon (iskolákban, sportcsarnokokban, kaszárnyákban, vasúti hálókocsikban és szállodákban) éltek károsultak, emiatt az érintett települések vezetői sürgős segítséget kértek a korábban a helyszínre látogató olasz kormányfőtől, Mario Montitól.
A második rengés napján fél tizenkettőkor 3,9-es utórengést észleltek. Sok iskolát evakuáltak, Padova egyetemét teljesen kiürítették.

## Károk
Az első földrengésben főképp magasabb épületek károsodtak, ezek között sok a műemlék. A templomok közül sok megsérült, leomlott a tornyuk, kettészakadt a tetőszerkezetük. A legtöbb kár a Ferrarához közeli Sant'Agostinóban keletkezett, ahol a városháza szétrepedt, az utcát borító aszfalt szétnyílt és három gépkocsit nyelt el. Több helyen eltört a gázvezeték is, Finale Emiliában a reneszánsz erőd tornya, az óratorony és a templom harangtornya is összedőlt. San Felice sul Panaróban az az erőd rongálódott meg, amit még az Este család építtetett, a 15. században. Ugyanitt összedőlt a dóm is. Mirandolában egy 15. századi templom falai dőltek le.
A második utórengésben főleg az első rengésben már megsérült épületek dőltek romba Mirandolában, Finale Emiliában, San Felicében és Cavezzóban.